# Camenae
Camenae var i romersk mytologi källnymfer som dyrkades i en grotta i gudinnan Egerias lund utanför stadsporten Porta Capena i Rom. Grottan var marmorklädd med porlande källsprång. De blev också dyrkade som  spådoms- och sånggudinnor och blev av diktarna ofta likställda med de grekiska muserna.

## Källa
- Store norske leksikon -  camenae